# Lemniscomys barbarus
Lemniscomys barbarus е вид бозайник от семейство Мишкови (Muridae).

## Разпространение
Видът е разпространен в Алжир, Мароко и Тунис.